# Life Goes On (Gerry Rafferty)
Life goes on is een verzamelalbum van Gerry Rafferty. Rafferty bevond zich ten tijde van de uitgifte van het muziekalbum in de marges van de popmuziek. Na successen met Stealers Wheel en de singles Baker street en City to city, moest hij het al jaren doen zonder contract bij een groot platenlabel en eventueel bijbehorende successen. Hij kwam voornamelijk in het nieuws vanwege drankproblemen en wangedrag. Life goes on is een verzamelalbum met tracks van albums Over my head (I), On a wing and a prayer (II) en Another world (III). Daaraan zijn enige nieuwe opnamen toegevoegd en van sommige bestaande nummers werd een alternatieve versie gemaakt.

## Musici
De musici verschillen per track. Bekendste steunpunten zijn Bryn Haworth op gitaar, Mel Collins op saxofoon en Mo Foster op basgitaar.

## Tracklist
| Nr. | Titel                            | Duur |
| --- | -------------------------------- | ---- |
| 1.  | Kyrie elieson (nieuw)            | 3:49 |
| 2.  | The waters of forgetfulness (I)  | 3:52 |
| 3.  | Don’t speak of my heart (II)     | 5:56 |
| 4.  | Because (nieuw)                  | 2:45 |
| 5.  | Everytime I wake up (III)        | 5:19 |
| 6.  | Love and affection (II)          | 5:56 |
| 7.  | The land of the chosen few (III) | 3:59 |
| 8.  | Life goes on (II)                | 3:05 |
| 9.  | Another world (III)              | 3:49 |
| 10. | Time’s caught up on you (II)     | 3:51 |
| 11. | Concious love (III)              | 4:26 |
| 12. | Over my head (I)                 | 2:50 |
| 13. | Hang on (II)                     | 4:01 |
| 14. | It’s easy to talk (II)           | 4:31 |
| 15. | The maid of Culmore (nieuw)      | 4:08 |
| 16. | Your heart’s desire (nieuw)      | 5:49 |
| 17. | Adeste fidelis (nieuw)           | 4:06 |
| 18. | Silent night (nieuw)             | 3:30 |